# Saint-Martin-du-Mont (Ain)
Saint-Martin-du-Mont – miejscowość i gmina we Francji, w regionie Owernia-Rodan-Alpy, w departamencie Ain.

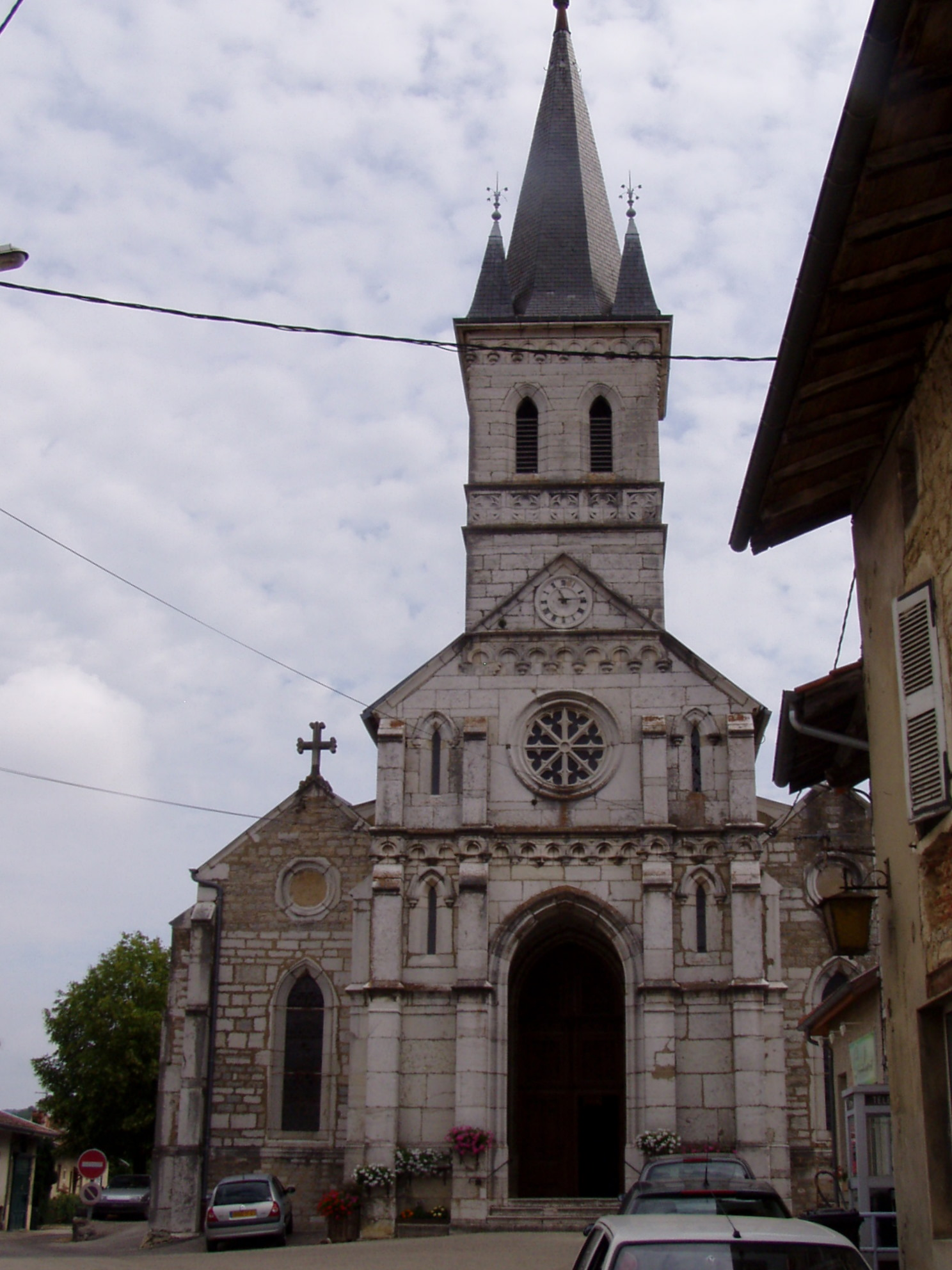
Kościół św. Marcina (2009 r.)

## Demografia
Według danych na styczeń 2012 roku gminę zamieszkiwało 1740 osób, a gęstość zaludnienia wynosiła 60,2 osoby/km².